# Tersmeden (efternamn)

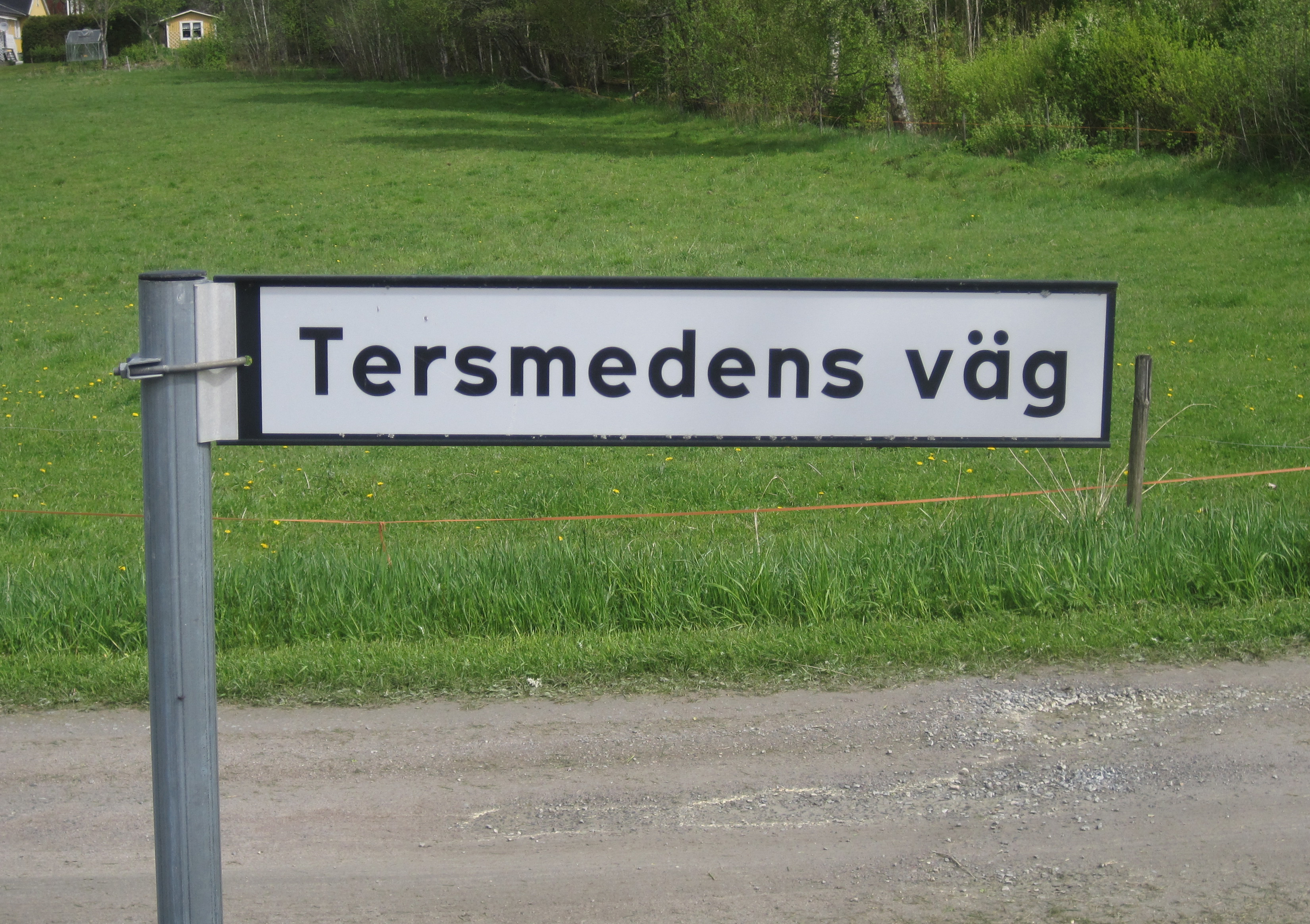
Skylt vid "Tersmedens väg" i Larsbo.

Tersmeden är ett efternamn, som i Sverige bärs av personer tillhörande ätten Tersmeden.

## Medlemmar av släkten

### Alfabetiskt ordnade
- Adolf Tersmeden (1836–1914), friherre, bruksägare, riksdagsman
- Ann Margret Tersmeden, gift Holmgren (1850–1940), författare, rösträttsförkämpe
- Carl Tersmeden (1715–1797), amiral och memoarförfattare
- Carl Tersmeden (1876–1962), överste
- Carl Bruno Tersmeden (född 1964), journalist
- Carl-Fredrik Tersmeden (1940–2024), bankchef, aktivist [1]
- Carl Herman Tersmeden (1844–1917), kammarjunkare, genealog
- Carl Reinhold Tersmeden (1789–1855), militär, bruksdisponent
- Carl Reinhold Tersmeden (1929–1991), direktör
- Erik Tersmeden (1939–2021), jurist och ämbetsman
- Fredrik Tersmeden (född 1968), arkivarie
- Fredrik Tersmeden (militär) (1752–1819), militär, ämbetsman
- Hedvig Tersmeden (1766–1842), född Wegelin
- Herman Tersmeden (senare Cedercreutz) (1684–1754), riksråd
- Herman tor Smede (omkring 1610–1667), bruksförvaltare, ättens svenske stamfader
- Jacob Tersmeden den äldre (1683–1752), bergsråd
- Jacob Tersmeden den yngre (1712–1767), assessor
- Jacob Johan Tersmeden (1785–1858), militär, hovman
- Jacob Johan Tersmeden (1794–1849), militär
- Jacob Nils Tersmeden (1795–1867), kammarherre, diplomat, politiker
- Jacques Tersmeden (1922–2013), filosofie doktor
- Lars Gustaf Tersmeden (1755–1833), militär
- Magdalena Elisabeth Tersmeden (1718–1787), brukspatronessa
- Minna Tersmeden (1856–1938), slöjdlärare, målare
- Märta Tersmeden (1876–1960), konsthantverkare
- Per Reinhold Tersmeden (1751–1842) militär, bruksägare
- Per Reinhold Tersmeden (1805–1880), publicist och riksdagsman
- Reinhold Tersmeden (1655–1698), brukspatron
- Wilhelm Fredrik Tersmeden (1802–1879), politiker med mera

### Kronologiskt ordnade
- Herman tor Smede (omkring 1610–1667), bruksförvaltare, ättens svenske stamfader
- Reinhold Tersmeden (1655–1698), brukspatron
- Jacob Tersmeden den äldre (1683–1752), bergsråd
- Herman Tersmeden (senare Cedercreutz) (1684–1754), riksråd
- Jacob Tersmeden den yngre (1712–1767), assessor
- Carl Tersmeden (1715–1797), amiral och memoarförfattare
- Per Reinhold Tersmeden (1751–1842), militär, bruksägare
- Fredrik Tersmeden (1752–1819), militär och ämbetsman
- Lars Gustaf Tersmeden (1755–1833), militär
- Hedvig Tersmeden (1766–1842), född Wegelin
- Jacob Johan Tersmeden (1785–1858), militär, hovman
- Carl Reinhold Tersmeden (1789–1855), ryttmästare, militär och disponent
- Jacob Johan Tersmeden (1794–1849), militär
- Jacob Nils Tersmeden (1795–1867), kammarherre, diplomat, politiker m m
- Wilhelm Fredrik Tersmeden (1802–1879), politiker m m
- Per Reinhold Tersmeden (1805–1880), publicist och riksdagsman
- Adolf Tersmeden (1836–1914), friherre, bruksägare, riksdagsman
- Carl Herman Tersmeden (1844–1917), kammarjunkare, genealog
- Ann Margret Tersmeden, gift Holmgren (1850–1940), författare, rösträttsförkämpe
- Minna Tersmeden (1856–1938), slöjdlärare och målare
- Märta Tersmeden (1876–1960), konsthantverkare
- Carl Tersmeden (1876–1962), överste
- Jacques Tersmeden (1922–2013), filosofie doktor
- Carl Reinhold Tersmeden (1929–1991), direktör
- Erik Tersmeden (1939–2021), jurist och ämbetsman
- Carl-Fredrik Tersmeden (1940–2024), bankchef och aktivist
- Carl Bruno Tersmeden (född 1964), journalist
- Fredrik Tersmeden (född 1968), arkivarie